# Blackenstein
Blackenstein ist ein US-amerikanischer Blaxploitation-Horrorfilm von American International Pictures aus dem Jahr 1973. Der Film beruht auf Motiven von Mary Shelleys Roman Frankenstein. Er bemühte sich, am Erfolg des Films Blacula anzuknüpfen.

## Handlung
Der Armeeveteran Eddi Turner hat im Vietnamkrieg alle Extremitäten, beide Arme und Beine, verloren. Er fristet sein Dasein in einem Krankenhaus und ist den Schikanen seines Pflegers ausgesetzt. Seine Verlobte, die Ärztin Winifred Walker, möchte ihm helfen und sucht dabei die Unterstützung ihres ehemaligen Lehrers Doktor Stein, der den Nobelpreis für die Entschlüsselung des genetischen Codes erhalten hat. Er betreibt für seine Forschungen ein eigenes Labor, seine beiden Patienten sind eine 19-jährige Frau mit dem Erscheinungsbild einer 50-Jährigen und ein Franzose, dem durch die Behandlung beide Beine nachgewachsen sind. Eines der Beine hat allerdings die Streifen eines Tigerfells, was Doktor Stein als bislang unbekannte Nebenwirkung, ein RNA-Problem, kommentiert.
Es beginnt eine Serie von DNA-Injektionen zur Behandlung von Eddi Turner und tatsächlich gelingt es, seine Gliedmaßen wiederherzustellen. Allerdings treten sehr schnell Komplikationen auf, die damit zusammenhängen, dass der Gehilfe des Doktors die Injektionen sabotiert hat. Eddi Turner wird zunehmend wortkarger, er wirkt abwesend und fieberkrank. Sein Zustand verschlechtert sich weiter, bis er schließlich zu einem Monster mutiert, das ein unförmiges Aussehen annimmt und nicht mehr kommunizieren kann. Dieses entkommt unbemerkt dem Anwesen von Doktor Stein und tötet und verstümmelt Menschen, die ihm begegnen. Das erste Opfer ist der Pfleger des Veteranenkrankenhauses, der ihn schikanierte, die weiteren Opfer sind zufällige Begegnungen, darunter auch ein junges Mädchen und verschiedene Pärchen. Die Szenen sind teils sexualisiert, schockierend und brutal, von der filmischen Umsetzung im Stil eines B-Movie, aber auch unwirklich und naiv. Da der Täter unbemerkt bleibt und immer wieder in das Haus von Doktor Stein zurückkehrt, kommt die Polizei zunächst auf keine Spur. Der Diener und Gehilfe des Doktors, Malcomb, der sich immer wieder kurzzeitig als widerspenstig und hinterhältig erweist, wird schließlich gegenüber der Winifred Walker zudringlich. In einem dramatischen Finale tötet der mutierte Eddi Turner Malcomb, der zuvor noch erfolglos eine Pistole mehrfach abfeuert, dann beide Patienten und schließlich den Wissenschaftler, der versucht seine Kollegin zu beschützen. Auch diese stirbt schließlich, nachdem das Monster lange – offenbar wegen ambivalenter Gefühle und dem damit verbundenen Rest an Realitätsbezug – gezögert hat. Die Polizei jagt das Monster Eddi Turner und hetzt ihm Polizeihunde nach, die es als Schlusspunkt des Films zerfleischen.

## Kritiken
Cavett Binion bezeichnet im „Allrovi“ den Film als schlecht erdachten Versuch, einen weiteren Horrorklassiker als Nachfolger zum viel besseren Blacula zu kreieren. Das krude Exploitaionwerk biete kaum mehr als Blut und Frauenverachtung.